# Sulcosticta
Sulcosticta is een geslacht van libellen (Odonata) uit de familie van de Platystictidae.

## Soorten
Sulcosticta omvat 5 soorten:
- Sulcosticta pallida Van Tol, 2005
- Sulcosticta sierramadrensis Villanueva, Van Der Ploeg & Van Weerd, 2011
- Sulcosticta striata van Tol, 2005
- Sulcosticta vantoli Villanueva & Schorr, 2011
- Sulcosticta viticula van Tol, 2005